# Tchee
Pour les articles homonymes, voir Meas.
Chiyara Meas, dit Tchee, né le 23 août 1953 à Phnom Penh (Cambodge) et mort le 26 mai 2017 à Hô Chi Minh-Ville (Vietnam), est un comédien, humoriste, scénariste et compositeur français d'origine cambodgienne .

## Biographie
Tchee débute avec Le Petit Théâtre de Bouvard aux côtés de Régis Laspalès, Philippe Chevallier, Mimie Mathy, Michèle Bernier, Smaïn, Pascal Légitimus, Didier Bourdon, Bruno Gaccio et Bernard Campan. Puis il joue la comédie dans de nombreuses pièces de théâtre, dont C'est encore mieux l'après-midi de Ray Cooney avec Jacques Villeret et Pierre Mondy, adaptation de Jean Poiret et L'Hôtel du libre échange de Georges Feydeau avec Martin Lamotte et Philippe Khorsand.
Il est également acteur à la télévision dans la série Les Intrépides avec Loránt Deutsch et dans plusieurs saisons du Commissaire Moulin avec Yves Rénier. Au cinéma, il obtient un premier grand rôle secondaire dans Le bahut va craquer avec le paresseux élève Yoko, qui est réprimandé par son professeur de philosophie (Claude Jade). Plus tard, Yoko et ses camarades paresseux séquestrent leurs enseignants (outre Jade, Darry Cowl et Michel Galabru). Dans La Taule et Sandy, il compose et arrange la bande originale dont sera extrait le tube J'ai faim de toi chanté par Sandy Stevens[réf. nécessaire].
En 1991, il est le scénariste, dialoguiste, compositeur de la bande originale du film Le Fils du Mékong avec Jacques Villeret, réalisé par François Leterrier dans lequel il tient aussi le premier rôle.
Les propositions au cinéma se raréfient ensuite pour lui, qu'il attribue lui-même au manque d'imagination des scénaristes français concernant les rôles destinés aux interprètes asiatiques. Il exerce ensuite son métier hors de France, à Singapour et au Viêt Nam.

### Vie privée
Tchee a deux fils : Victor et Oscar.